# Haris Škoro
Haris Škoro (Vogošća, 2 september 1962) is een voormalig profvoetballer uit Bosnië en Herzegovina, die speelde als aanvaller gedurende zijn carrière. Hij beëindigde zijn loopbaan in 1996 bij de Zwitserse club FC Baden.

## Interlandcarrière
Škoro speelde vijftien keer voor het nationale elftal van het toenmalige Joegoslavië in de periode 1985-1989. Hij maakte zijn debuut op 28 september 1985 in de WK-kwalificatiewedstrijd tegen de DDR (1-2), en nam in dat duel, gespeeld in Belgrado, de enige treffer namens de thuisploeg voor zijn rekening, nadat Andreas Thom de bezoekers op 0-2 had gezet.
| Interlanddoelpunten | Interlanddoelpunten | Interlanddoelpunten | Interlanddoelpunten                          | Interlanddoelpunten | Interlanddoelpunten | Interlanddoelpunten | Interlanddoelpunten |
| #                   | Datum               | Locatie             | Wedstrijd                                    | Goal(s)             | Score               | Uitslag             | Competitie          |
| ------------------- | ------------------- | ------------------- | -------------------------------------------- | ------------------- | ------------------- | ------------------- | ------------------- |
| 1                   | 28/09/1985          | Belgrado            | Joegoslavië – Duitse Democratische Republiek | 83'                 | 1 – 2               | 1 – 2               | WK-kwalificatie     |
| 2                   | 11/05/1986          | Bochum              | West-Duitsland – Joegoslavië                 | 6'                  | 0 – 1               | 1 – 1               | Oefeninterland      |
| 3                   | 19/05/1986          | Brussel             | België – Joegoslavië                         | 7'                  | 0 – 1               | 1 – 3               | Oefeninterland      |
| 4                   | 13/012/1989         | Londen              | Engeland – Joegoslavië                       | 17'                 | 1 – 1               | 2 – 1               | Oefeninterland      |